# Grote boogcotoneaster
De grote boogcotoneaster (Cotoneaster bullatus) is een bladverliezende struik, die behoort tot de rozenfamilie. De soort komt van nature voor in Zuidwest-China en is in Nederland verwilderd. De rimpelige mispel (Cotoneaster rehderi) wordt wel als een variëteit (Cotoneaster bullatus var. macrophyllus) van de grote boogcotoneaster beschouwd, maar onderscheidt zich van deze doordat de rimpelige mispel 12-20 bloemen in de bloeiwijze heeft, de bladsteel ongeveer 2 mm lang is, de bovenzijde van het blad sterk gerimpeld is en de vruchten groter zijn (8-11 mm).
De struik wordt 2-5 m hoog. De bast van de twijgen is grijszwart met in strepen lopende haren, maar worden later kaal. De bladsteel is 3-6 mm lang. Het donkergroene, 3,5-7 (15) cm lange en 2-4 (8) cm brede blad is langwerpig-ovaal tot elliptisch of lancetvormig-langwerpig met een wigvormige of ronde bladvoet en puntig aan de top. De onderzijde van het blad is grijsgroen en vooral langs de hoofdnerven fijn behaard. De vroeg afvallende, bruine, 3-5 mm lange steunblaadjes zijn lancetvormig en bezet met fijne haren.
De grote boogcotoneaster bloeit in mei en juni. Er zitten 5-13, 7-8 mm grote bloemen bij elkaar. De vertakte bloeiwijze is een tuil. De fijn behaarde, 2-3 mm lange schutbladen zijn lancetvormig. De 1-3 mm lange bloemstelen zijn fijn behaard. De bloembeker is klokvormig en aanvankelijk aan de buitenkant licht behaard, maar is later kaal. De vijf, 1-1,5 mm lange en 1,5-2,5 mm brede kelkbladen zijn driehoekig met een punt. De vijf witte en aan de basis roodachtig getinte, rechtopstaande kroonbladen zijn omgekeerd eirond, 4-4,5 mm lang en bijna even breed met een korte genagelde basis en een stompe bovenkant. De 20-22 meeldraden zijn korter dan de kroonbladen. De top van het vruchtbeginsel is behaard. De vier tot vijf vrijstaande stijlen zijn erg kort.
De rode vrucht is een 6-8 mm grote, rondachtige of omgekeerd eironde steenvrucht met daarin 4-5 zaden.

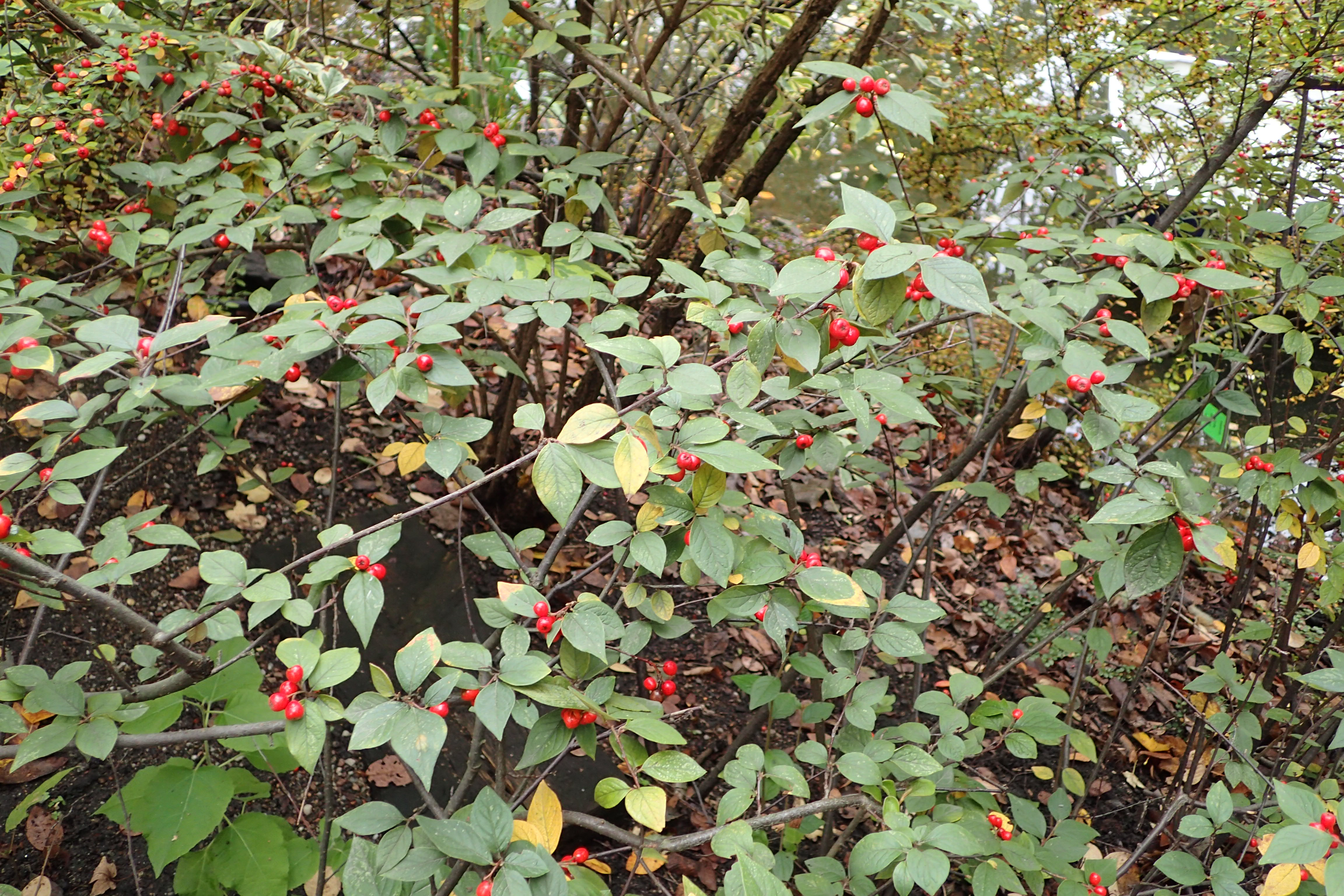
Struik
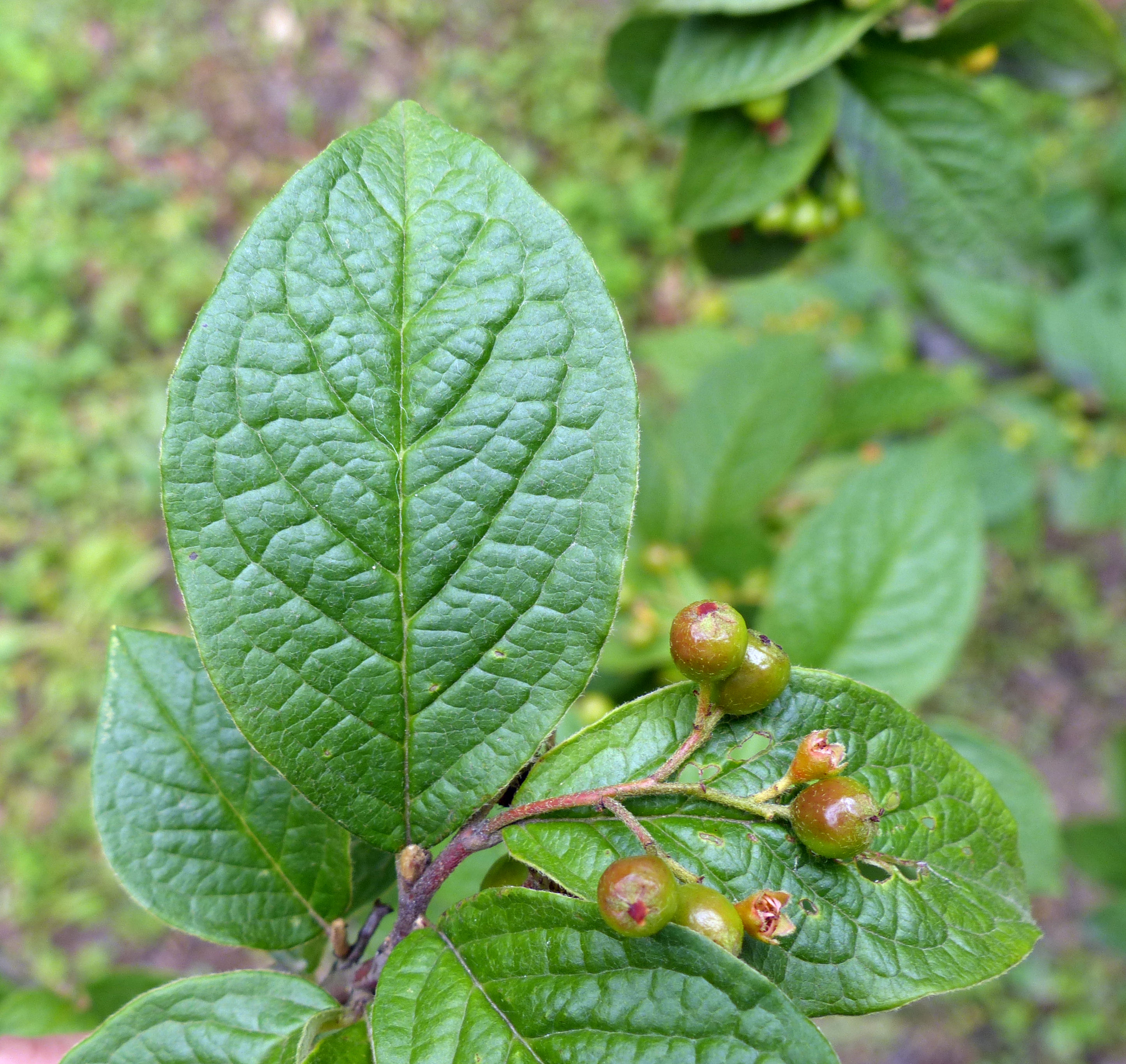
Voorkant blad
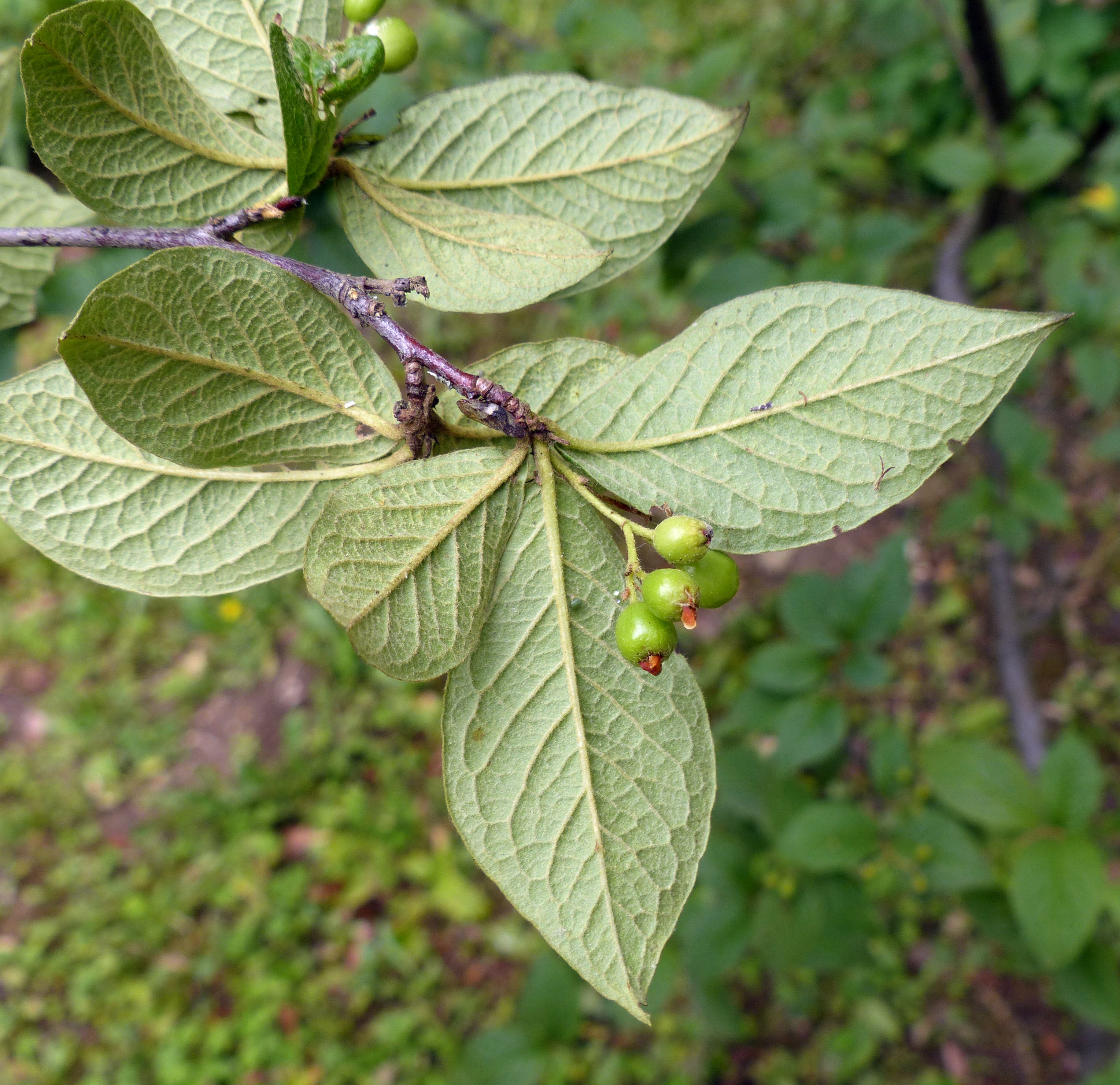
Achterkant blad
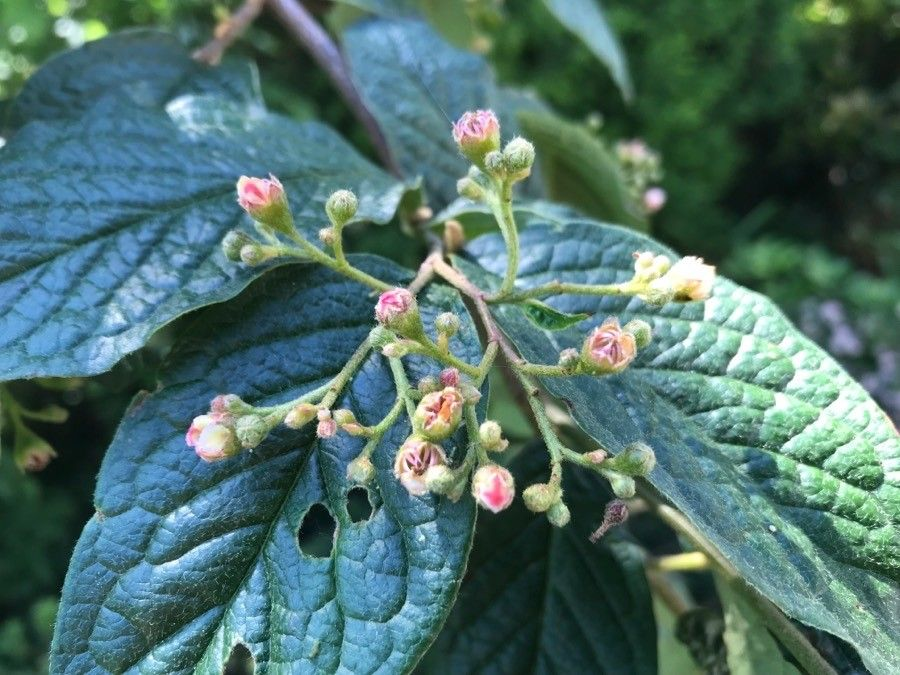
Bloemen
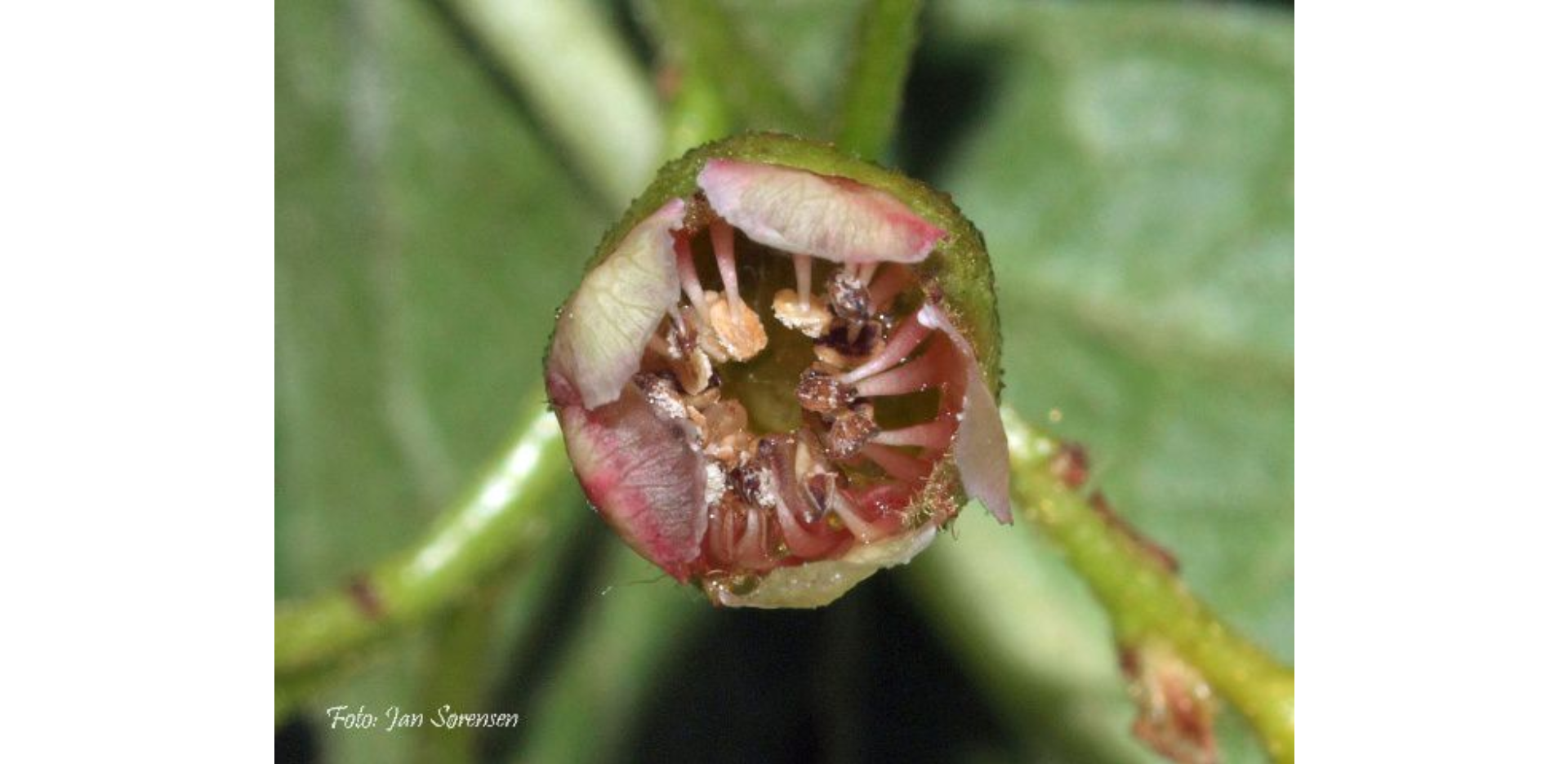
Bloem
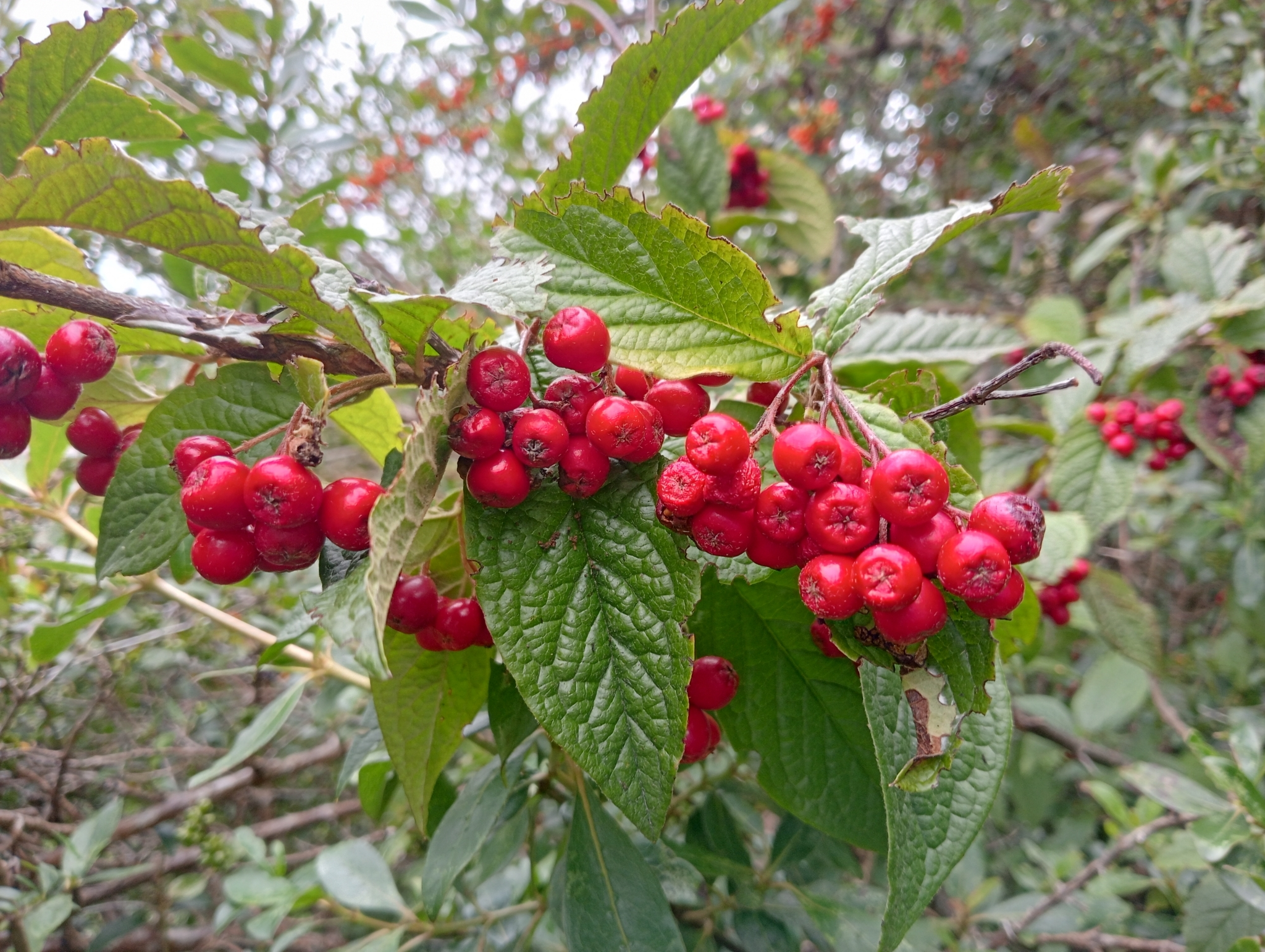
Vruchten

In Nederland is de soort bekend van enkele vindplaatsen, met name in stedelijk gebied buiten tuinen en langs bosranden. De bessen van de grote boogcotoneaster worden gegeten door vogels en via hun uitwerpselen verspreid. Daarnaast wordt zij gevonden in al dan niet verstoorde open gronden, beboste duingebieden en naaldbossen. Hier kan zij soms dichte struwelen vormen en dan een bedreiging vormen voor de inheemse flora en fauna.

## Variëteiten
Er worden drie variëteiten onderscheiden:
- Cotoneaster bullatus Bois var. bullatus met 3-6 mm lange bladstelen en bloeiwijzen met 5-13 bloemen.
- Cotoneaster bullatus var. floribundus (Stapf) L.T.Lu & Brach: Komt voor in bergbossen op 900-2800 m hoogte in westelijk Sichuan. De bladsteel is korter dan 2 mm en het blad is korter dan 5 cm. De 4-16 cm grote bloeiwijzen hebben (9) 15-33 bloemen.
- Cotoneaster bullatus var. macrophyllus Rehder & E.H.Wilson: Komt voor op 1300-2800 m hoogte in westelijk Sichuan. De bladstelen zijn ongeveer 2 mm lang. Het blad is 5-15 cm lang en 2,5-8 cm breed. De  5-8 cm grote bloeiwijze hebben 11-31 bloemen.